# Barraganete
Barraganete ist eine Ortschaft und eine Parroquia rural („ländliches Kirchspiel“) im Kanton Pichincha der ecuadorianischen Provinz Manabí. Die Parroquia besitzt eine Fläche von 427,1 km². Die Einwohnerzahl lag im Jahr 2010 bei 7567. Die Parroquia wurde am 24. August 1990 gegründet.

## Lage
Der 100 m hoch gelegene Hauptort Barraganete liegt am Westufer des weitverzweigten Daule-Peripa-Stausees, 33 km nordnordöstlich des Kantonshauptortes Pichincha. Das Verwaltungsgebiet wird im Osten vom aufgestauten Río de Oro, im Norden und im Süden von dessen Nebenflüssen Río Pescadillo und 
Río Conguillo begrenzt. Im Westen verläuft die Verwaltungsgrenze entlang dem Hauptkamm der Cordillera Costanera.
Die Parroquia Barraganete grenzt im Osten an die Parroquia Santa María (Kanton El Carmen), im Süden an die Parroquia Pichincha sowie im Westen und im Norden an Chone.